# لي جيان (لاعب كرة قدم)
لي جيان (بالصينية: 李鍵) (5 فبراير 1986 في الصين - ) هو لاعب كرة قدم صيني في مركز الهجوم.

## وصلات خارجية
- لي جيان (لاعب كرة قدم) على موقع قاعدة بيانات كرة القدم.إي يو (الإنجليزية)
- لي جيان (لاعب كرة قدم) على موقع Soccerway.com (الإنجليزية)